# 5504 Lanzerotti
Az 5504 Lanzerotti (ideiglenes jelöléssel 1985 FC2) a Naprendszer kisbolygóövében található aszteroida. Edward L. G. Bowell fedezte fel 1985. március 22-én.